# سی۴
سی‌۴ (به انگلیسی: C4) یا composition4 از دسته مواد منفجرهٔ بسیار قدرتمندی است که در امر تخریب مورد استفاده قرار می‌گیرد سی۴ از ترکیب آر دی ایکس با دی هکسی سبکات و روغن موتور تشکیل می‌شود که به رنگ سفید و دارای حالتی چون آدامس جویده شده‌است.   

## RDX
آر دی ایکس یک مادهٔ منفجرهٔ قدرتمند با درجهٔ حساسیت متوسط است که پس از جنگ جهانی دوم نیز مورد استفاده قرار گرفت آر دی ایکس به دو روش ساخته می‌شود.
۱-ترکیب اسید نیتریک ۹۹درصد با هگزامین و اوره
۲-ترکیب اسید نیتریک ۶۵درصد با هگزامین و نیترات آمونیوم

## هگزامین
هگزامین در ساخت دو نوع مادهٔ منفجره کار برد دارد:
1. هگزامین پروکسید:ترکیب هگزامین و آب اکسیژنه و اسید سولفوریک یا کلریدریک به عنوان کاتالیزور.
2. آر دی ایکس که در بالا ذکر شد

این ماده سرطان زا و کار کردن با آن ریسک بزرگی است هگزامین از ترکیب فرمالین (فرمالدهید محلول در آب) و آمونیاک تشکیل می‌شود.